# 張嵓起
張嵓起（？—1358年），字傅霖，元朝汾州（今山西省汾阳市）人。
张嵓起本来是士人，多次参加科举考试没有中第，于是被推荐，朝廷征召为他为国子助教。一年后，免官归乡。至正十八年（1358年），红巾军攻克晋宁路，又攻下汾州，张嵓起与其妻投井而死。